# 視学制度
視学制度（しがくせいど）は、広義では近代国家の教育行政における指導監督制度であるが、本項では戦前の大日本帝国の制度について取扱う。

## 視学制度の性格
当初は、見識の高い教師が一般教師を指導し資質を高めるという教育的な面を持っていたが、明治20年（1887年）代から教員、教育事務の監督を主任務とする教育行政的な性格に変化した。また視学は次第に教員の人事や思想統制に大きな影響力を持つ存在となり、教育現場で恐れられるようになった。

## 制度の変遷

### 中央視学機関
日本の視学制度の嚆矢は、1872年（明治5年）に公布された学制により、同年11月13日（10月13日）、第一大学区本部の東京に設置された督学局に配置となった督学である。督学のほか附属官員が配置され、大学区内の学事を指導監督し、その内容を文部省に報告する働きを行った。督学局は全国に置かれた八つの大学区に設置予定であったが、経済的理由などにより、1873年7月3日、文部省内に合併督学局が設置された。同年8月12日、督学のもとに視学（大中少）が置かれた。1874年4月12日、合併督学局は一局に統合され文部省の外局となり、1877年1月12日に廃止された。
1885年2月、文部省第二局に、全国を区画した六地方部を置き、それぞれに部長一名と属官数名を配置し地方の視学事務を担当する制度を新設した。同年7月、地方部は五つに減じられ、同年12月、視学部を設置した。1886年2月、文部省官制が制定され五人の視学官が置かれた。1887年10月、普通学務局が新設され、その第一課から第五課の各課長が視学官を兼務して全国を分担した。1891年8月、文部省分課規程が定められ、視学部を置き、視学官と視学委員が配置された。1893年10月、行政整理により視学官を廃止して参事官が学事視察を担当した。1897年10月、文部省に専任の視学官7人が再設置され、1898年10月の行政整理で、視学官が5人に削減され若干の兼任視学官が置かれたが、1908年、視学官は11人に増員された。1913年6月、文部省官制改正により視学官は督学官に改称された。1942年。
また、1937年には外務省が満州国に体育官を置き、1938年には文部省も体育官を設置して学校における体育訓練や教練などに関する事項を管掌していたが、1941年1月7日には、これを文部省の内局とした体育局も設置された。
督学官は後に設置された社会教育官、教学官と統合されて教学官となった。

### 地方視学機関

#### 道庁府県
督学局が学制のとおり設置されなかったため地方教育行政機関の重要性が増し、府県の学事は庶務課学務係で担当していたが1875年4月8日に学務課が設置された。その後の変遷を経て、1890年10月の『地方官官制』改正により学務は内務部第三課の担当となり、1897年5月、第三課に文部省費で地方視学が道庁府県に2～3名ずつ設置された。1899年6月『地方官官制』改正で第三課は教育学芸の専務となり、同課長は新設の道庁府県視学官（地方視学官）が兼務し、下部に内務省費による道庁府県視学を配置した。1905年4月『地方官官制』改正により道庁府県視学官が廃止された。しかし再設置の要望が強く、1913年6月、理事官兼務の府県視学官が設置され、1924年12月、地方事務官兼務となった。1928年3月、専任の府県視学官の設置が認められた。

#### 郡
郡においては1878年7月公布の『府県官職制』で郡長に教育行政権が与えられ、1881年1月『学務担任ノ者事務事項』により学務担任書記が制度化された。1890年5月郡制の改正を受け、同年10月公布の第二次小学校令で新郡制施行の郡に郡視学を設置することとなるが、全国に設置されたのは1900年4月に各郡に一名の郡視学を地方費により必置したときからであった。1926年7月郡制の完全廃止に伴い郡視学も廃止された。

##### 巡回訓導・小学督業
1873年から1883年まで小学校の教育内容・方法の指導監督機関として、巡回訓導と呼ばれるものが自主的に設置された。名称は一定していなかったが「巡回訓導」の名称を用いている府県が最多であった。一時は20数府県に設置されていたが、財政的な理由と、郡に学務担任書記が置かれたことなどにより設置は数県に激減した。1883年8月、文部省は小学教員の指導監督機関として督業訓導の設置を勧め、1884年3月、名称を小学督業と改称した。その設置は任意であったので、全ての府県に設置されなかったが最も多く置かれていたのは1885年で、20数府県で総数91名が在任していた。1887年9月、文部省が区町村費で小学督業を設置しないよう指令を出して激減し、その役割は郡視学に引き継がれた。

#### 市町村
学制により学区取締が設置された。学区取締は専任が原則であったが、実際には一般行政官の区長、戸長兼務がかなりの数を占めていた。1879年9月の第1次教育令では学区取締が廃止され、学事の巡視は文部省吏員が行った。その後、町村の学事を指導管理するため1880年12月の第2次教育令で学務委員が設置された。1885年8月第3次教育令で学務委員が廃止され、1890年10月、第二次小学校令で再設置されたが、市町村長の補助的な役割であった。学務委員は戦後の学制改革まで存続した。

## 戦後の制度
1946年、文部省の教学官は視学官に改称され、戦後の民主化に反するとの批判を受けているが、職務内容を変更して現在まで存続している。地方視学機関は指導主事が設置され廃止された。

## 関連文献
- 松谷昇蔵「官僚任用制度確立期における文部省と文部省視学官」『早稲田大学大学院文学研究科紀要』第63輯、2018年。